# Robin Hardy
Robin St. Clair Rimington Hardy, född 2 oktober, 1929 i  Wimbledon, död 1 juli, 2016 i Reading, var en engelsk författare och filmregissör. Han är främst känd för skräckfilmen Dödlig skörd (The Wicker Man) från 1973, med Britt Ekland i en av rollerna, som uppnått kultstatus.
Förutom Dödlig skörd regisserade Hardy även filmerna The Fantasist från 1986, Forbidden Sun från 1988 samt The Wicker Tree från 2011, den senare filmen en andlig uppföljare till Dödlig skörd.